# Otto Nicodemus
Heinrich Wilhelm Hermann Otto Nicodemus (* 21. Juni 1886 in Biebrich, heute zu Wiesbaden; † 29. November 1966 in Bad Soden am Taunus) war ein deutscher Fußballspieler und Philatelist.

## Karriere

### Vereine
Nicodemus, stämmiger und unbequemer Abwehrspieler, auffallend durch seine gute Ballbehandlung und bekannt für seine wuchtigen Vorstöße gewesen, gehörte von 1900 bis 1914 dem SV Wiesbaden an, für den er im Verband Süddeutscher Fußball-Vereine Spiele bestritten hatte.
1905/06 spielte er im Gau Mittelrhein innerhalb des Nordkreises und nahm als Sieger des Gaus mit seiner Mannschaft an der Endrunde Nordkreis teil, die die Mannschaft als Zweitplatzierter abschloss, in der Folgesaison als Drittplatzierter.
1907/08 spielte die Mannschaft im Gau Südmain, 1908/09 in der Staffel II und ab 1909/10 erstmals im eingleisig ausgetragenen Nordkreis mit zwölf Mannschaften in einer doppelten Punktspielrunde. Diese wurde in der Folgesaison mit vier Punkten vor dem FSV Frankfurt gewonnen. Die sich anschließende Endrunde um die Süddeutsche Meisterschaft wurde als Letztplatzierter abgeschlossen.
Die Saison 1914/15 gehörte er dem Freiburger FC an.

### Nationalmannschaft
Sein einziges Länderspiel bestritt er am 4. April 1909 in Karlsruhe beim 1:0-Sieg über die Nationalmannschaft der Schweiz; er ist damit neben Jürgen Grabowski der einzige Nationalspieler aus Wiesbaden.

## Erfolge
- Nordkreismeister 1911
- Sieger Gau Mittelrhein 1906, 1907

## Sonstiges
- Er hatte einen Doktortitel und wurde später Leiter eines Laboratoriums bei der I.G. Farben in Frankfurt-Höchst. Zum 1. Mai 1933 trat er der NSDAP bei (Mitgliedsnummer 2.399.680).[2][3]
- Nicodemus war später aber auch einer der sachverständigsten Philatelisten Deutschlands, ein begeisterter Sammler und Gutachter. Der Bund Deutscher Philatelisten verlieh ihm die höchsten Auszeichnungen.